# Arado SSD.I
L'Arado SSD.I est un hydravion de chasse expérimental allemand de l'entre-deux-guerres.
Monoplace catapultable embarquée dessiné par Walter Rethel, c'était un biplan à ailes décalées d’égale envergure, le plan supérieur venant s’attacher au sommet du fuselage tandis que l’aile inférieure passait sous le fuselage, le radiateur du moteur à refroidissement hydraulique s'intercalant entre la base du fuselage et l'aile. Cette voilure réalisée en bois avec revêtement de contreplaqué était pourvue d’ailerons à chaque plan. Le fuselage était en tubes d’acier soudés et entoilé, reposant sur un flotteur principal, des flotteurs de stabilisation étant suspendus sous le plan inférieur. 
Après des essais en hydravion conduits dans le plus grand secret à Travemünde courant 1929, le prototype fut équipé d’un train d’atterrissage et transféré à Lipetsk pour y recevoir 2 mitrailleuses de capot de 7,9 mm. La Reichswehr lui préférant le Heinkel HD 38 (en), l’unique prototype fut versé en avril 1932 à Luftdienst GmbH et, un an plus tard, au DVS, avec immatriculation civile [D-1905]. Il fut finalement détruit à l'atterrissage à Breitling courant 1933.